# Dorrite
La dorrite è un minerale.